# Carnage
Carnage (bra: Deus da Carnificina; prt: O Deus da Carnificina) é um filme franco-teuto-hispano-polonês de 2011, do gênero comédia dramática, dirigido por Roman Polanski, com roteiro, baseado na aclamada peça teatral Le Dieu du Carnage, da dramaturga francesa Yasmina Reza, escrito por ela, pelo diretor e por Michael Katmis.

## Sinopse
Numa briga no playground, o filho do casal Nancy e Alan Cowan acaba ferindo o filho de Penelope e Michael, e seus pais vão até a casa do menino agredido para resolver o assunto civilizadamente, porém a discussão acaba saindo do controle.

## Elenco
- Jodie Foster ... Penelope Longstreet
- Kate Winslet ... Nancy Cowan
- Christoph Waltz ... Alan Cowan
- John C. Reilly ... Michael Longstreet

## Prêmios e indicações
| Prêmio             | Categoria            | Recipiente   | Resultado |
| ------------------ | -------------------- | ------------ | --------- |
| Globo de Ouro 2012 | Melhor atriz - drama | Jodie Foster | Indicada  |
| Globo de Ouro 2012 | Melhor atriz - drama | Kate Winslet | Indicada  |